# Trái cấm (phim Thổ Nhĩ Kỳ)
Trái cấm (tiếng Thổ Nhĩ Kỳ: Yasak Elma; tiếng Anh: Forbidden Apple) là một bộ phim truyền hình Thổ Nhĩ Kỳ được đạo diễn bởi Neslihan Yesilyurt trong ba mùa đầu, Murat Öztürk trong mùa 4, và Ece Erdek Koçoğlu từ mùa 5 trở đi, Melis Civelek và Zeynep Gür viết kịch bản với sự tham gia của các diễn viên Eda Ece, Şevval Sam và các diễn viên khác. Phim được công chiếu trên Fox từ ngày 19 tháng 3 năm 2018 và lên sóng phần 1 từ ngày 29 tháng 12 năm 2020 và phần 2 từ ngày 14 tháng 2 năm 2022 lúc 22:40 từ thứ 2 đến thứ 6 hàng tuần trên kênh VTV3.

## Nội dung
Phim xoay quanh cuộc sống của Zeynep (Sevda Erginc) và Yildiz (Eda Ece) với những mối quan hệ ở các tầng lớp khác nhau trong xã hội. Mặc dù Zeynep và Yildiz là hai chị em rất thân thiết và đang sống cùng nhau ở Istanbul nhưng lại có tính cách và mục tiêu sống hoàn toàn khác nhau.
Nếu Zeynep là một cô gái xinh đẹp, luôn tuân thủ nghiêm khắc các giá trị đạo đức và phấn đấu để có một sự nghiệp thành công thì Yildiz lại hoàn toàn khác. Yildiz luôn mơ về một cuộc sống giàu có nhưng lại không muốn vất vả làm việc. Cô cho rằng điều hạnh phúc nhất là được kết hôn với một người đàn ông "lắm tiền nhiều của" và anh ta sẽ cứu cô thoát khỏi cuộc sống nghèo túng.
Để kết thân với những người giàu có, Yildiz làm nhân viên phục vụ trong một nhà hàng nổi tiếng. Cô đã cặp kè với một người đàn ông giàu có và muốn kết hôn với anh ta để thoát khỏi cuộc sống bấp bênh hiện tại của mình. Tuy nhiên, cuối cùng cô cũng hiểu rằng bạn trai không có ý định kết hôn với cô. Cuộc sống của Yildiz thay đổi đáng kể khi cô nhận được lời mời làm việc từ "nữ hoàng" của xã hội thượng lưu, Ender (Sevval Sam). Yildiz nhận ra Ender qua những tờ báo lá cải hàng tuần, cô đố kỵ với cuộc sống giàu có của người phụ nữ này và ước mơ trở thành nữ hoàng của Istanbul giống như vậy.
Ender là một phụ nữ trung niên xinh đẹp đã kết hôn với doanh nhân giàu có là Halit (Talat Bulut). Ender là vợ thứ ba của Halit, họ sống cùng nhau trong một ngôi biệt thự to lớn cùng với con trai và hai con gái riêng của chồng. Ender và Halit luôn phải diễn là một cặp đôi hạnh phúc trước mặt những người khác, nhưng trên thực tế, họ không yêu nhau và thường xảy ra những cuộc cãi vã. Mục tiêu của Ender là ly dị chồng mà không mất đi khả năng tài chính và chỗ đứng trong giới thượng lưu. Trước đây, Halit đã ly hôn hai lần mà không đưa cho vợ cũ bất kỳ khoản tiền cấp dưỡng hay bồi thường nào. Không muốn bị rơi vào tình cảnh đó, Ender đã vạch ra một kế hoạch và thuê Yildiz thực hiện.
Theo kế hoạch của Ender, Yildiz sẽ làm trợ lý cho Halit và cố gắng quyến rũ ông ta. Bằng cách này, Ender sẽ đổ lỗi cho chồng không chung thủy và nhận được mức bồi thường cao trước tòa. Cuối cùng, Yildiz cũng chấp nhận lời đề nghị của Ender nhưng cô cũng có kế hoạch của riêng mình.
Trong khi đó, Zeynep bắt đầu làm việc tại công ty của đối tác Halit và là trợ lý giám đốc. Ở đây, cô làm việc cùng với một doanh nhân trẻ Alihan (Onur Tuna). Alihan là anh chàng đẹp trai kiêu ngạo, lạnh lùng, giỏi giang, giàu có khiến bao nhiêu cô gái phải thương thầm trộm nhớ. Tuy nhiên, tính cách của anh ta khá nghiêm khắc và không ngại làm tổn thương người khác nếu họ mắc sai phạm trong công việc. Từ ngày đầu tiên đến công ty, Alihan và Zeynep như chó với mèo và không ai chịu nhường nhịn ai. Tuy nhiên, với tính cách thẳng thắn, trung thực và chăm chỉ của Zeynep đã làm cho trái tim của Alihan rung động và bắt đầu nảy sinh tình cảm với cô.

## Diễn viên

### Diễn viên chính
| Diễn viên          | Nhân vật               | Các tập |
| ------------------ | ---------------------- | ------- |
| Şevval Sam         | Ender Çelebi           | 1-177   |
| Eda Ece            | Yıldız Yılmaz Yıldırım | 1-177   |
| Biran Damla Yılmaz | Kumru Yıldırım         | 111-177 |
| Murat Aygen        | Doğan Yıldırım         | 111-177 |

### Diễn viên phụ
| Diễn viên            | Nhân vật      | Các tập       |
| -------------------- | ------------- | ------------- |
| Vildan Vatansever    | Aysel         | 1-177         |
| Barış Aytaç          | Caner Çelebi  | 2-177         |
| Serkan Rutkay Ayıköz | Emir Yüksel   | 3-177         |
| Melisa Doğu          | Asuman Yılmaz | 8-177         |
| Şebnem Dönmez        | Handan Kılıç  | 134-177       |
| Ece Özdikici         | Hilal         | 147-          |
| Sevda Erginci        | Zeynep Yılmaz | 1-46, 150-177 |

### Diễn viên đã từng làm phim
| Diễn viên                    | Nhân vật          | Các tập         |
| ---------------------------- | ----------------- | --------------- |
| Nehir Erdoğan                | Julia Moran       | 161-175         |
| Kuzey Gezer                  | Halitcan Argun 1  | 51-146          |
| Ceyhun Mengiroğlu            | Ekin Önder        | 130-146         |
| Berk Oktay                   | Çağatay Kuyucu    | 86-146          |
| Bahtiyar Memili              | Sedai Kuyucu      | 86-146          |
| Sena Yıldız                  | Gamze             | 131-146         |
| Soydan Soydas                | Feedo             | 141-144         |
| Erdal Bilingen               | Çetin             | 111-141         |
| Cansel Elçin                 | Cenk              | 138-140         |
| Ece Irtem                    | Meriç             | 129-135         |
| Emre Dinler                  | Ömer Kurtoğlu     | 102-133         |
| Ece Dizdar                   | Feyza Üstündağ    | 110-128         |
| Nihan Aypolat                | Arzu Kip          | 115-128         |
| Yasmin Erbil                 | Canan             | 111-120         |
| Gülenay Kalkan Ünlüoğlu      | Feride Taşkın     | 86-110          |
| Erdal Özyağcılar             | Hasan Ali Kuyucu  | 86-110          |
| Şafak Pekdemir               | Zehra Argun       | 1-110           |
| Barış Kılıç                  | Kaya Ekinci       | 37-85 & 106-110 |
| Gamze Atay                   | Güler             | 86-110          |
| Hayati Akbaş                 | Hayati            | 93-110          |
| Nesrin Cavadzade             | Şahika Ekinci     | 44-108          |
| Nilperi Şahinkaya            | Cansu Yıldırım    | 93-108          |
| Selin Uzal                   | Diana             | 105-107         |
| Mert Altınışık               | Mahmut Haznedar   | 86-102          |
| Can Nergis                   | Mert Kara         | 74-100          |
| Mehmet Pamukçu               | Sıtkı             | 1-90            |
| Ahmet Haktan Zavlak          | Erim Argun 2      | 75-86           |
| Buçe Buse Kahraman           | Lila Argun 2      | 48-80 & 86      |
| Talat Bulut                  | Halit Argun       | 1-85            |
| Doğaç Yıldız                 | Yiğit Ekinci      | 43-81 & 84-85   |
| Gökhan Alkan                 | Kerim İncesu      | 72-85           |
| İlber Uygar Kaboğlu          | Erim Argun 1      | 1-74            |
| Hakan Karahan                | Nadir Kılıç       | 57-71           |
| Cavit Çetin Güner            | Hilmi             | 54-56           |
| Tuvana Türkay                | Ayşe/Leyla Çelebi | 49-70           |
| Nilgün Türksever             | Zerrin Taşdemir   | 1-46 & 64-67    |
| Sinan Eroğlu/Ahmet Kayakesen | Hakan Kurtuluş    | 1-46            |
| Ayşegül Çınar                | Lila Argun 1      | 1-47            |
| Onur Tuna                    | Alihan Taşdemir   | 1-46            |
| Erdem Kaynarca               | Dündar Çelikkan   | 27-40           |
| Tolga Sala                   | Kurban            | 27-40           |
| Sarp Can Köroğlu             | Kemal             | 15-37           |
| Zeynep Bastık                | İrem              | 23-33 & 69      |
| Ebru Şahin                   | Hira              | 14-23           |
| Yeliz Şar                    | Defne             | 14-19           |
| Gün Akıncı                   | Cem               | 10-21           |
| Kıvanç Kasabalı              | Sinan             | 1-14            |
| İrem Kahyaoğlu               | Şengül Doğan      | 1-14            |
| Tuğçe Koçak                  | Lal Uzun          | 1-13            |

## Giải thưởng và đề cử
Bộ phim đã được đề cử cho bốn hạng mục tại tại Lễ trao giải Bướm vàng lần thứ 46 và hai hạng mục tại Lễ trao giải Bướm vàng lần thứ 47.
| Năm  | Giải thưởng                                | Hạng mục                                        | (Người) đề cử      | Kết quả   | Tham khảo |
| ---- | ------------------------------------------ | ----------------------------------------------- | ------------------ | --------- | --------- |
| 2019 | Lễ trao giải Danh dự nghề nghiệp lần thứ 3 | Phim truyền hình được yêu thích của năm         |                    | Đoạt giải | [ 8 ]     |
| 2019 | Lễ trao giải Danh dự nghề nghiệp lần thứ 3 | Nữ diễn viên phim truyền hình đột phá của năm   | Sevda Erginci      | Đoạt giải | [ 8 ]     |
| 2019 | Lễ trao giải Danh dự nghề nghiệp lần thứ 3 | Nữ diễn viên phim truyền hình yêu thích của năm | Eda Ece            | Đoạt giải | [ 8 ]     |
| 2019 | Lễ trao giải Danh dự nghề nghiệp lần thứ 3 | Giải thưởng Danh dự Nghề nghiệp                 | Şevval Sam         | Đoạt giải | [ 8 ]     |
| 2020 | Lễ trao giải Bướm vàng lần thứ 46          | Loạt phim hay nhất                              |                    | Đề cử     | [ 6 ]     |
| 2020 | Lễ trao giải Bướm vàng lần thứ 46          | Nữ diễn viên xuất sắc nhất                      | Eda Ece            | Đề cử     | [ 6 ]     |
| 2020 | Lễ trao giải Bướm vàng lần thứ 46          | Nữ diễn viên xuất sắc nhất                      | Şevval Sam         | Đề cử     | [ 6 ]     |
| 2020 | Lễ trao giải Bướm vàng lần thứ 46          | Nữ diễn viên xuất sắc nhất                      | Nesrin Cavadzade   | Đề cử     | [ 6 ]     |
| 2020 | Lễ trao giải Bướm vàng lần thứ 46          | Nữ diễn viên xuất sắc nhất                      | Sevda Erginci      | Đề cử     | [ 6 ]     |
| 2020 | Lễ trao giải Bướm vàng lần thứ 46          | Nam diễn viên xuất sắc nhất                     | Talat Bulut        | Đề cử     | [ 6 ]     |
| 2020 | Lễ trao giải Bướm vàng lần thứ 46          | Nam diễn viên xuất sắc nhất                     | Barış Kılıç        | Đề cử     | [ 6 ]     |
| 2020 | Lễ trao giải Bướm vàng lần thứ 46          | Đạo diễn xuất sắc nhất                          | Neslihan Yeşilyurt | Đề cử     | [ 6 ]     |
| 2021 | Lễ trao giải Bướm vàng lần thứ 47          | Loạt phim hay nhất                              |                    | Đề cử     | [ 7 ]     |
| 2021 | Lễ trao giải Bướm vàng lần thứ 47          | Diễn viên nhí xuất sắc nhất                     | Kuzey Gezer        | Đề cử     | [ 7 ]     |